# Nectomys palmipes
Nectomys palmipes é uma espécie de roedor da família Cricetidae.
Pode ser encontrada nos seguintes países: Trinidad e Tobago e Venezuela.